# Rooney (film, 1958)
Pour plus de détails, voir Fiche technique et Distribution.
Rooney est un film britannique réalisé par George Pollock, sorti en 1958.

## Synopsis
Rooney est éboueur la semaine et joueur de hurling le week-end. Il n'a pas le temps de penser au mariage...

## Fiche technique
- Titre original : Rooney
- Titre français : Rooney
- Réalisation : George Pollock
- Scénario : Patrick Kirwan, d'après un roman de Catherine Cookson
- Direction artistique : Jack Maxsted
- Décors : Peter Murton
- Costumes : Eleanor Abbey
- Photographie : Christopher Challis
- Son : Bill Daniels, John W. Mitchell
- Montage : Peter Bezencenet
- Musique : Philip Green
- Production : George H. Brown
- Production exécutive : Earl St. John
- Société de production : Rank Film Productions
- Société de distribution : J. Arthur Rank Film Distributors
- Pays d'origine :  Royaume-Uni
- Langue originale : anglais
- Format : Noir et blanc  — 35 mm — 1,75:1 — son mono
- Genre : Comédie
- Durée : 88 minutes
- Dates de sortie : 
  - Irlande : 14 mars 1958
  - Royaume-Uni : 24 mars 1958
  - France : 8 juillet 1960

## Distribution
- John Gregson : James Ignatius Rooney
- Muriel Pavlow : Maire Hogan
- Barry Fitzgerald : Grand-Père
- June Thorburn : Doreen O'Flynn
- Noel Purcell : Tim Hennessy
- Marie Kean : Mme O'Flynn
- Liam Redmond : M. Doolan
- Jack MacGowran : Joe O'Connor
- Eddie Byrne : Micky Hart